# Helwa (singolo)
Helwa è un singolo del rapper danese Gilli, pubblicato il 28 novembre 2016.

## Tracce
Testi di Kian Rosenberg Larsson.
1. Helwa – 3:30

## Formazione
- Gilli – voce
- Hennedub – tastiera, basso, produzione
- Anders Søe – chitarra

## Classifiche

### Classifiche settimanali
| Classifica (2016) | Posizione massima |
| ----------------- | ----------------- |
| Danimarca         | 2                 |

### Classifiche di fine anno
| Classifica (2017) | Posizione |
| ----------------- | --------- |
| Danimarca         | 37        |